# 松本惣己
松本 惣己（まつもと そうき、2009年1月28日  - ）は、日本の男性子役。

## 人物
特技・資格
ヒップホップ、ジャズダンス、歌、バレエ。

## 出演作品

### バラエティー番組
- エイゴビート第2シリーズ(2020年 - 、NHKEテレ) - レギュラー / そうき 役[3] [注釈 2]

### テレビドラマ
- わたしを離さないで(TBS) - 1年生の男の子 役

### テレビアニメ
- 美男高校地球防衛部HAPPY KISS!（2018年、霧島龍馬〈幼少期〉）
- RE - main（2021年）- 少年D[4]

### 劇場アニメ
- この世界の（さらにいくつもの）片隅に（2019年）[5]
- 鹿の王 ユナと約束の旅（2022年、ヴァンの息子）

### 吹き替え

#### 映画
- ピートとドラゴン - 幼いピート 役
- 名探偵ティミー
- 目指せ! スーパースター - レオ 役〈セス・カー〉

#### ドラマ
- ワンダヴィジョン - ビリー・マキシモフ 役〈ジュリアン・ヒリアード〉

#### アニメ
- グレッグのダメ日記 - チラグ・グプタ 役[6]
- クロース
- ことりのロビン[7]
- ラーヤと龍の王国 - ブーンの兄 役[8]

### オーディオドラマ
- ステップファミリー・ビギナーズ（NHK-FM） - 祐翔 役

### CM
- 明治 おいしい牛乳
- ラウンドワン

YouTube
・QuizKnock「中学生の夏休みの宿題、東大生ら8人で解いたら秒で終わる説」